# Maskoŭski raën
Il Maskoŭski raën (distretto di Mosca, in bielorusso: Маскоўскі раён) è uno dei raën in cui è suddivisa la capitale bielorussa di Minsk.